# Homoeocera felderi
Homoeocera felderi är en fjärilsart som beskrevs av Rothschild. Homoeocera felderi ingår i släktet Homoeocera och familjen björnspinnare. Inga underarter finns listade i Catalogue of Life.